# Charles de Lisle Gaussen
Charles de Lisle Gaussen, britanski general, * 1896, † 1971.